# Seznam predsednikov vlade Avstralije
Seznam predsednikov vlade Avstralije navaja vse nosilce te funkcije od leta 1901.

## Seznam
| #   | Name                 | Period function |
| --- | -------------------- | --------------- |
| 1   | Edmund Barton        | 1901 - 1903     |
| 2   | Alfred Deakin        | 1903- 1904      |
| 3   | Chris Watson         | 1904            |
| 4   | George Reid          | 1904- 1905      |
| 5   | Alfred Deakin        | 1905- 1908      |
| 6   | Andrew Fisher        | 1908- 1909      |
| 7   | Alfred Deakin        | 1909- 1910      |
| 8   | Andrew Fisher        | 1910- 1913      |
| 9   | Joseph Cook          | 1913- 1914      |
| 10  | Andrew Fisher        | 1914- 1915      |
| 11  | Billy Hughes         | 1915- 1923      |
| 12  | Stanley Bruce        | 1923- 1929      |
| 13  | James Scullin        | 1929- 1932      |
| 14  | Joseph Lyons         | 1932- 1939      |
| 15  | Earle Page           | april 1939      |
| 16  | Robert Menzies       | 1939- 1941      |
| 17  | Arthur Fadden        | 1941            |
| 19  | John Curtin          | 1941- 1945      |
| 20  | Frank Forde          | July 1945       |
| 21  | Ben Chifley          | 1945- 1949      |
| 22  | Robert Menzies       | 1949- 1966      |
| 23  | Harold Holt          | 1966- 1967      |
| 24  | John McEwen          | 1967- 1968      |
| 25  | John Gorton          | 1968- 1971      |
| 26  | William McMahon      | 1971- 1972      |
| 27  | Edward Whitlam       | 1972- 1975      |
| 28  | Malcolm Fraser       | 1975-1983       |
| 29  | Robert ("Bob") Hawke | 1983-1991       |
| 30  | Paul Keating         | 1991-1996       |
| 31  | John Howard          | 1996-2007       |
| 32  | Kevin Rudd           | 2007-2010       |
| 33  | Julia Gillard        | 2010-2013       |
| 34  | Kevin Rudd           | 2013            |
| 35  | Tony Abbott          | 2013-2015       |
| 36. | Malcolm Turnbull     | 2015-2018       |
| 37. | Scott Morrison       | 2018-2022       |
| 38. | Anthony Albanese     | 2022-           |